# Embiòpters
Els embiòpters (Embioptera) o embiidins (Embiidina) són un ordre d'insectes neòpters de mida petita, tegument fi i tou, i coloració grogosa o negrosa. S'han descrit 464 espècies, principalment tropicals.
Els embiòpters es denominen, en diferents llengües europees, l'equivalent al mot català "teixidor", però aquest terme es refereix tradicionalment a diverses famílies d'hemípters aquàtics.

## Característiques
Es caracteritzen per tenir potes amb fèmurs dilatats. Aquests fèmurs tenen dintre grans músculs que li serveixen a l'animal per a caminar endavant i endarrere en els túnels sedosos que construeixen; tenen els tarsos anteriors modificats i proveïts de glàndules productores de seda. Les femelles mai tenen ales, i els mascles poden tenir-ne o no. Els dos parells d'ales són gairebé iguals quant a forma i grandària, i la seva rigidesa varia (són dures quan volen i s'estoven quan caminen en els seus túnels).
Normalment són gregaris. Les nimfes (fases juvenils dels insectes amb metamorfosi incompleta) i les femelles adultes s'alimenten de vegetals, i es creu que els mascles adults no s'alimenten, i les seves peces bucals servirien per a subjectar a la femella durant la còpula.